# Progonia luctuosa
Progonia luctuosa là một loài bướm đêm trong họ Noctuidae.